# Maison Rogister (rue Lairesse)
Ne doit pas être confondu avec Maison Rogister (Rue Ramoux).
La Maison Rogister est une réalisation de style Art nouveau située à Liège en Belgique.

## Histoire
Elle est l'une des premières œuvres de l'architecte Victor Rogister, très prolifique dans la réalisation de maisons Art nouveau à Liège. Elle a été construite en 1902 pour son usage personnel mais, en fait, il n'y résidera jamais. Il est à noter qu'un autre immeuble liégeois situé rue Ramoux est aussi souvent appelé la Maison Rogister.

## Situation
Cette maison se trouve sur la rive droite de la Dérivation à Liège au no  37 de la longue rue Lairesse qui mène du quartier du Longdoz à celui d'Amercœur. Elle se situe à proximité du carrefour de la rue Lairesse avec la rue Théodore Bouille.

## Description
Cet immeuble compte deux travées et trois niveaux.

### Rez-de-chaussée
Le rez-de-chaussée est bâti en pierre de grès et en pierre de taille. 
La porte d'entrée en chêne comporte deux battants. On note la présence de six disques sculptés (que l'on retrouve dans la pierre de taille de part et d'autre de la porte) ainsi que de deux dragons ailés se faisant face. Les deux boîtes à lettres sont constituées d'une ferronnerie toute en courbe représentative de l'art nouveau. 
Au-dessus de la porte, un petit toit en ardoises soutenu par des consoles en pierres de taille ouvragées est surmonté par un triplet de petites baies aux vitraux en forme de cœur de couleur bleue.
De chaque côté de la baie du rez-de-chaussée, se trouvent deux sculptures sur pierre représentant chacune une tête de jeune femme souriant timidement, une fleur dans la chevelure, sur fond de décor végétal stylisé.

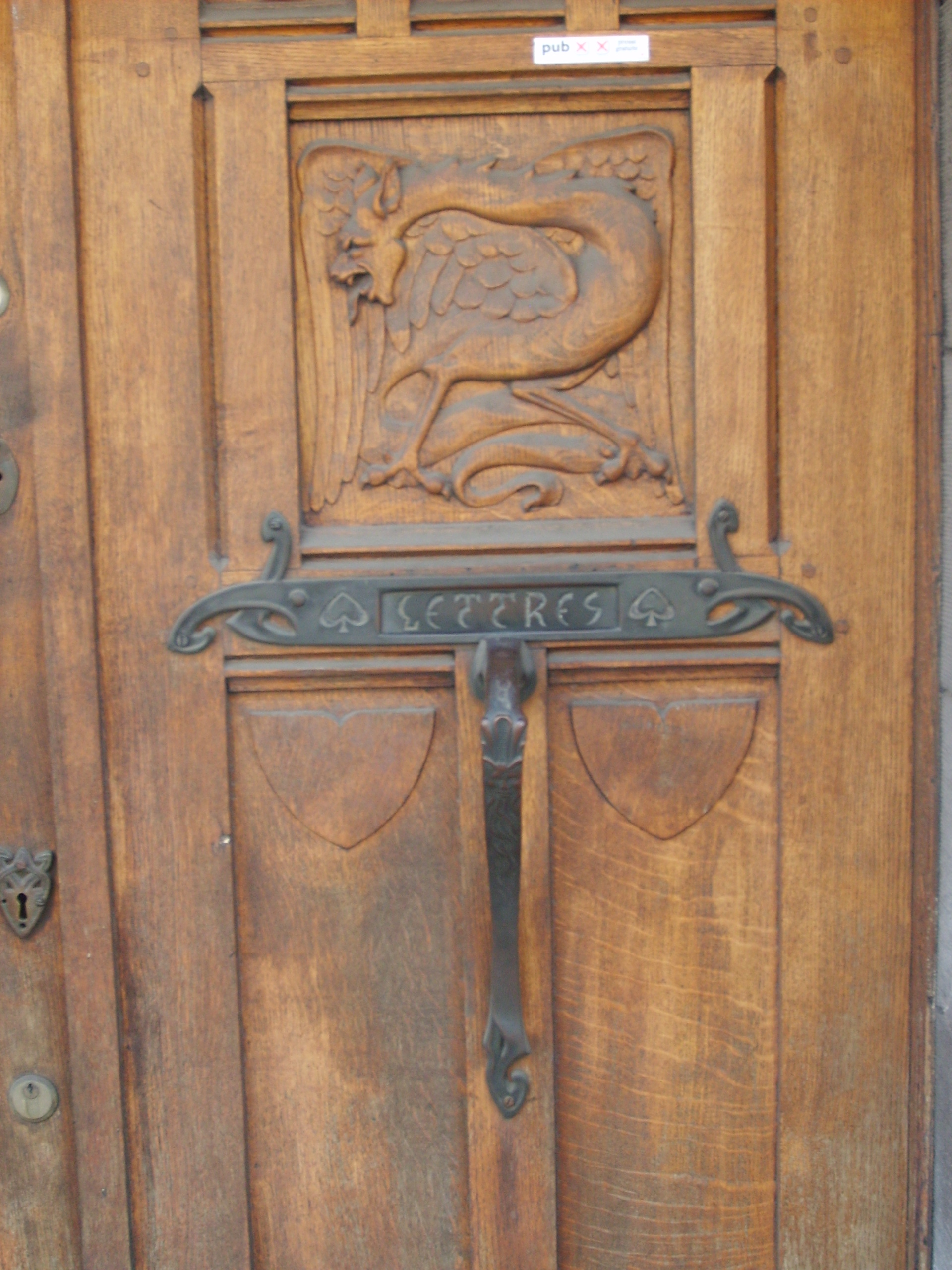
Maison Rogister : détail de la porte
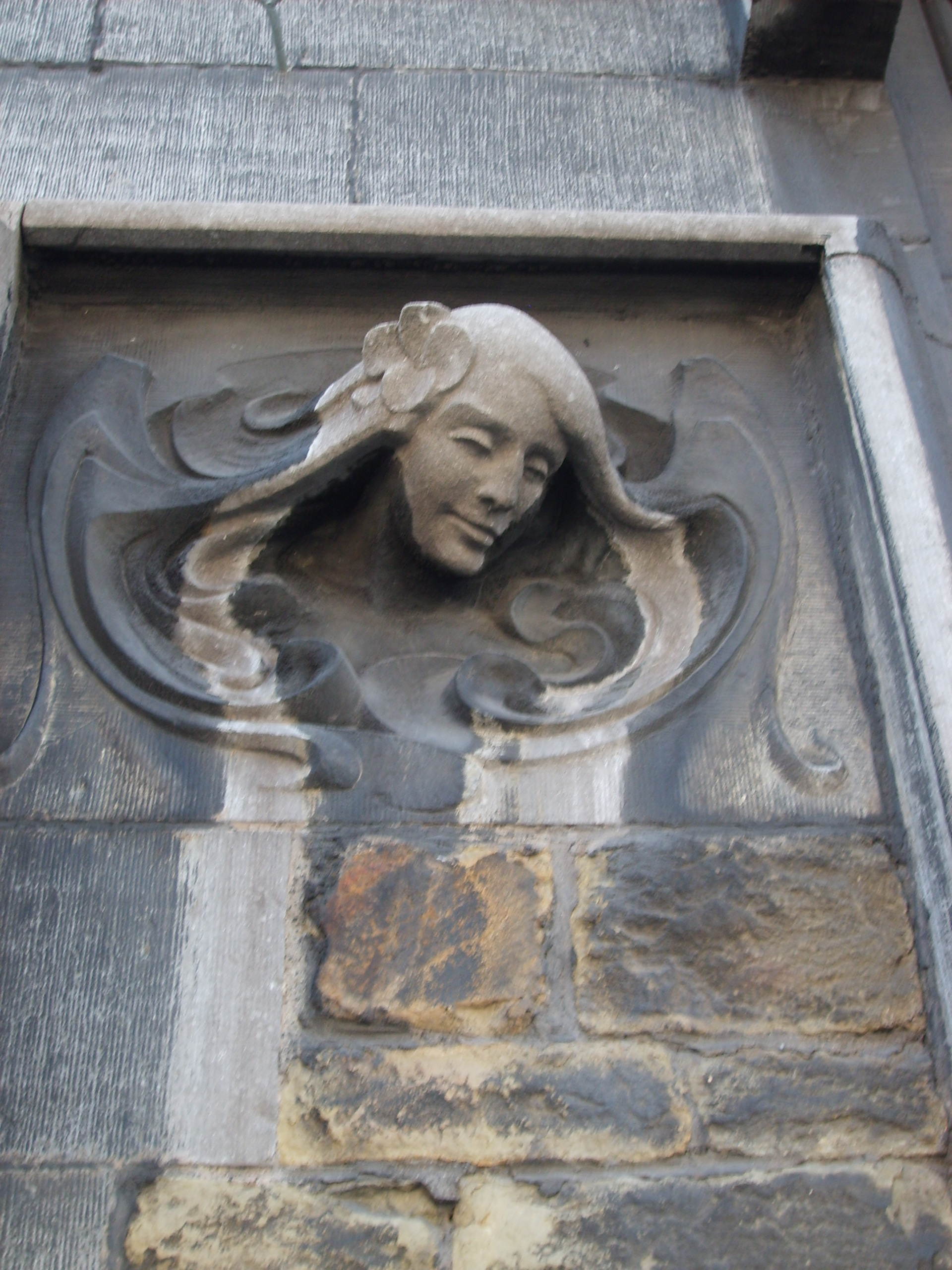
Maison Rogister : sculpture

### Premier étage
Ce niveau est construit en briques de couleurs variant du rouge au gris. Il se compose, à gauche, d'une fenêtre surmontée d'une double baie d'imposte reprenant le thème des cœurs du rez-de-chaussée. À droite, on trouve un oriel en bois de forme carrée s'appuyant sur des consoles formées par cinq pierres de taille sculptées.  Un cartouche reprend la date de construction de l'immeuble (1902).

### Second étage
Le dernier étage (en briques aussi) rompt les travées des niveaux inférieurs. Il se compose de cinq baies entourées de pierre de taille. Comme pour les baies des autres étages, elles sont composées de vitraux où le thème récurrent des cœurs de couleur bleue est reprise.
Ces cinq baies sont entourées et surmontées d'un sgraffite qui traverse complètement la façade. Les parties extérieures de ce sgraffite, descendant le long des baies, représentent deux femmes drapées tenant des objets relevant d'un certain symbolisme maçonnique. La partie centrale, toute en longueur, reprend un texte en latin écrit en lettres jaunes sur fond blanc et bleu : Ars Mens est et Materia qui signifie : L'art, c'est de l'esprit et de la matière.